# ТАВР Медіа
«ТА́ВР Ме́діа» — один із найбільших (30 %) радіохолдингів України. Компанія включає 17 радіостанцій: «Хіт FM», «Наше радіо», «Радіо Байрактар», «Мелодія FM», «Radio Relax», «Classic Radio», «Radio Jazz», «Radio ROKS», «KISS FM», «Flash Radio», «Radio Gold», «Радіо Інді.UA», «Гуляй Радіо», «Radio Ritmo Latino», «Radio Italiana», «Radio Black» та «K-Pop Radio» і два телеканали «M1» та «M2». До повномасштабного вторгнення РФ до України також включала «Русское радио Україна».

## Команда
- директор компанії Ігор Чернишов
- фінансовий директор Інна Черкашина
- комерційний директор Володимир Педорич
- директор «Xіт FM» Віталій Дроздов
- директор «Мелодія FM» Тетяна Волошина
- директор радіо «Relax» Юлія Смирнова
- маркетинг-директор радіогрупи та директор «Radio ROKS» Оксана Шавель
- директор «KISS FM» Антон Цеслік

## Активи

### Телеканали
- M1 (разом зі «StarLightMedia»)
- M2 (разом зі «StarLightMedia»)

### Радіостанції
В управлінні радіогрупи дев'ять радіостанцій:
- Хіт FM
- Наше радіо
- Радіо Байрактар
- Мелодія FM
- Radio Relax
- Classic Radio
- Radio Jazz
- Radio ROKS
- KISS FM

### Інтернет-радіостанції
- Flash Radio
- Radio Gold
- Радіо Інді.UA
- Гуляй Радіо
- Radio Ritmo Latino
- Radio Italiana
- Radio Black
- K-Pop Radio

## Історія
Компанію було створено 2003 року, її засновником був нардеп з «Партії регіонів» Микола Баграєв.
Компанія охоплює три радіостанції: «Хіт FM», «KISS FM», а також «Русское радио Україна» (2001—2022).
У 2007 році спільно з «Українським медіахолдингом», мережевими рекламними агентствами Publicis Groupe, ADV Group і Group M) та Незалежною асоціацією телерадіомовників (як керівний партнер) стала засновником галузевого об'єднання «Радіокомітет». У квітні 2009 року придбав радіостанцію «Радіо Рокс».
У жовтні 2011 року холдинг придбав у інформаційно-видавничої групи «Телеграф» радіостанцію «Дача» (використовує за договором торгову марку і формат мовлення однойменної російської радіостанції), приблизна вартість операції оцінювалася конкурентами в 13-17 млн $. 9 квітня 2012 року на її частотах була запущена радіостанція «Мелодія FM»[джерело?].
У лютому 2012 року радіогрупа викупила у «Business Radio Group» станцію «Music Radio», що веде мовлення в форматі лаунж-музики. 20 січня 2013 року на її частотах була запущена радіостанція «Relax», яка працює в форматі easy listening: мікси спокійних композицій 60-х, 70-х і 80-х років.
Під час анексії Криму Росією в Керчі та Євпаторії невідомі напали на передавальний радіоцентр, через що радіогрупа була змушені припинити трансляцію на території Криму. Директор компанії Ігор Чернишов заявив про намір відстоювати своє право на мовлення в Криму через міжнародні суди. У березні 2015 року Роскомнадзор провів конкурс з продажу радіочастот, після якого «ТАВР Медіа» остаточно втратив близько 24 частот.
Разом з «УМХ», «Business Radio Group» і ТРК «Люкс» влітку 2015 року взяв участь в створенні конкурсу з пошуку і подальшого промотування виконавців української пісні «Український формат». Конкурс виник після зустрічі з міністром культури України В'ячеславом Кириленком як альтернатива його ініціативі щодо підвищення квоти української музики на радіо з 50 % до 75 %[джерело?].
30 травня 2014 року на офіс в Києві на Подолі було вчинено напад із застосуванням коктейлів Молотова.
10 червня 2014 року «Русское радио Україна» заявила про збір коштів для закупівлі бронежилетів для української армії. Згодом «Русское Радио Євразія» відмежувалось і виступило з осудом й начебто наміром розірвати договір з «Русским Радио Україна».
15 травня 2019 року була запущена радіостанція «Radio Jazz», яка транслює джаз-музику. У лютому 2020 року придбала радіостанцію «Наше радіо».
27 лютого 2022 року радіохолдинг оголосив про закриття і переформатування радіостанції «Русское радио Україна» через російське вторгнення в Україну та припинення дипломатичних відносин з РФ. Також було закрито сайт радіостанції та видалено сторінки радіостанції в соцмережах. 7 березня замість «Русского радио Україна» було запущено «Радіо Байрактар», а 19 травня 2022 року змінило позивні на «Радіо Байрактар» після переоформлення Національною радою України з питань телебачення та радіомовлення ліцензії компанії ТОВ «ТРО Русское радио Україна».